# Tortilla de maïs

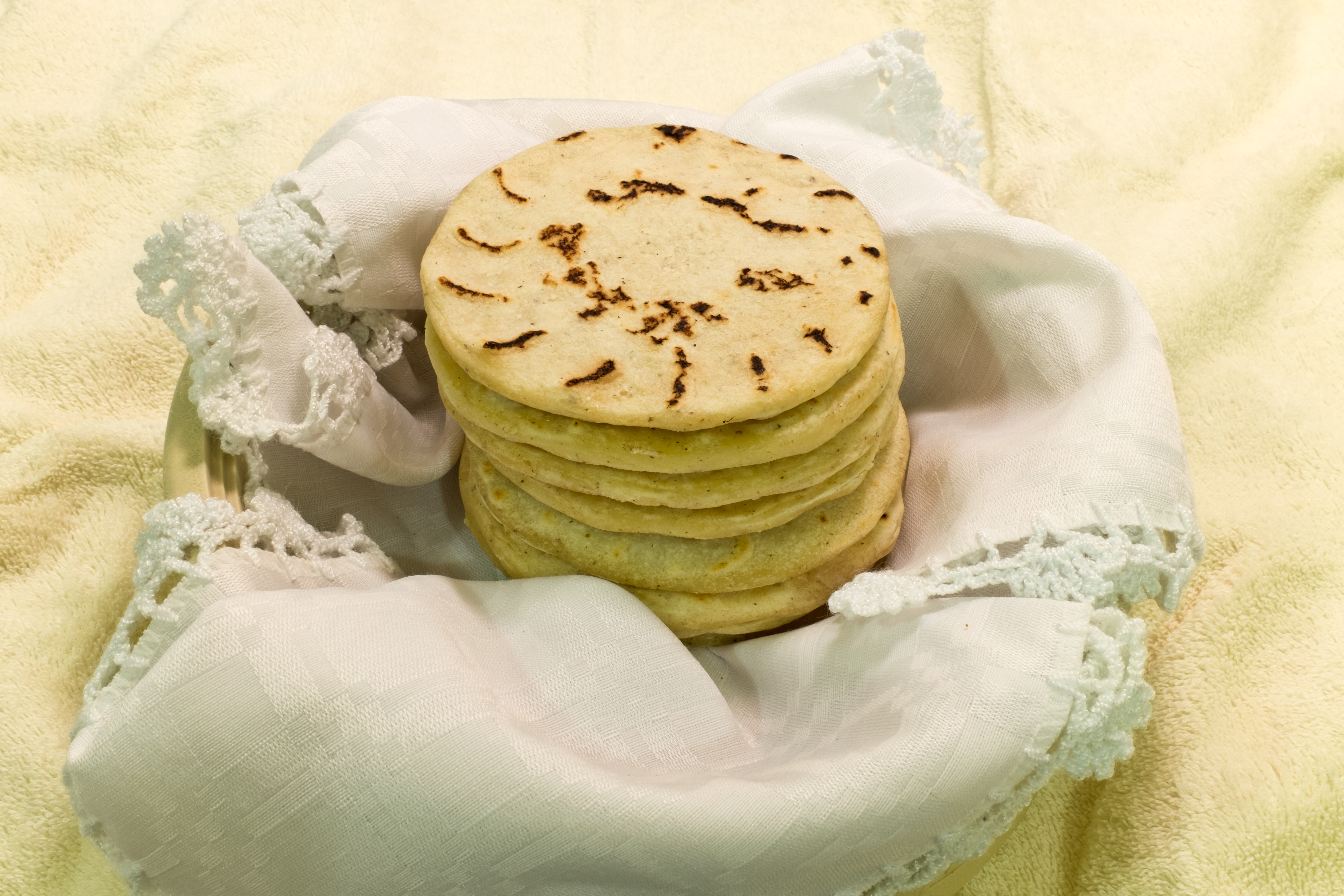
Tortillas salvadoriennes.

La tortilla de maïs (en espagnol : tortilla de maíz) est une tortilla typique de l'espace mésoaméricain où elle est consommée depuis l'époque précolombienne. Le procédé de nixtamalisation du maïs permet d'obtenir une pâte, la masa, qui est ensuite cuite sur un comal selon la méthode traditionnelle. La tortilla est un élément de base de la cuisine mexicaine et des gastronomies de l'Amérique centrale et l'ingrédient principal de nombreuses spécialités comme les chilaquiles, les enchiladas, les quesadillas ou encore les tacos.

## Histoire

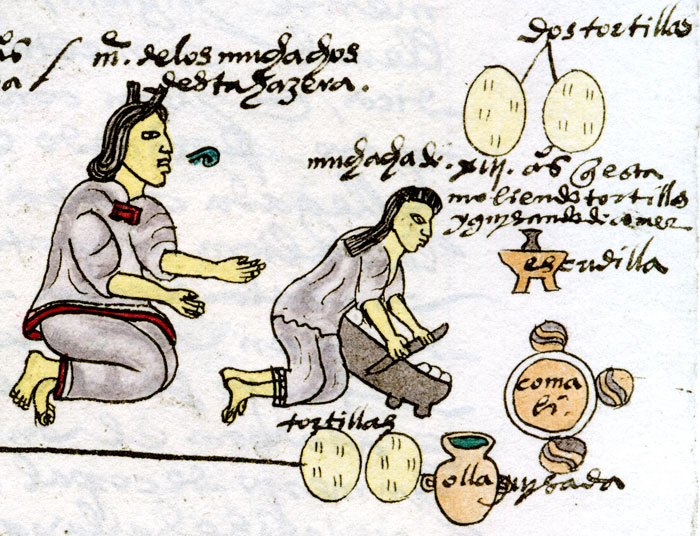
Une femme mexica et sa fille fabriquant des tortillas (Codex Mendoza).

La tortilla de maïs moderne est le plus souvent présentée comme l'héritière d'un pain de maïs consommé par les indigènes mexicains et appelé tlaxcalli en nahuatl. Son existence est attestée dans les sources écrites depuis le XVIe siècle puisqu'en 1555, le grammairien franciscain Alonso de Molina en donne la définition suivante dans son dictionnaire bilingue Aquí comiença un vocabulario en la lengua castellana y mexicana : « tortilla de maíz o pan, generalmente » (en français : « tortilla de maïs ou pain, généralement »). Vingt ans plus tard, dans le Codex de Florence, le missionnaire Bernardino de Sahagún écrit que les tortillas consommées au quotidien par les indigènes sont appelées totonqui tlaxcalli tlacuelpacholli qui peut se traduire par « tortillas blanches, chaudes et pliées ». Elles sont conservées dans un panier, le chiquihuite, et couvertes d'un linge blanc. Le même Sahagún présente d'autres types de tortillas comme les huetlaxcalli qui sont blanches, fines et larges.
Avec le temps, ces tortillas sont adoptées par toute la société coloniale par le biais du metissage.
Le nom de la ville de Tlaxcala signifie littéralement « lieu des tlaxcalli ».